# Helena Angelina Dukaina
Helena Angelina Dukaina, nebo Elena Ducas, nebo také Elena Angelo Comneno di Epiro (1242 – 14. března 1271 Nocera Inferiore) byla sicilská královna. Konec svého života strávila ve vězení Karla z Anjou a její tři synové, kromě její dcery, byli vězněni po celý svůj život, aby neohrozili nárok Anjouovců na sicilský trůn.

## Život
Helena byla jedním z potomků epirského despoty Michaela Komnena Dukase a jeho manželky Theodory. Sňatkem se sicilským králem Manfrédem, který se konal roku 1259 po Helenině příjezdu do Trani, mělo být zpečetěno příměří mezi Michaelem II. a Heleniným nastávajícím. Věnem dostala Manfrédem již dobyté území Korfu, Drač, Valona a Berat a manželství bylo údajně šťastné.
Král Manfréd padl při pokusu o obranu svého štaufského dědictví 22. února 1266 u Beneventa. Několik dní po boji se v táboře vítěze Karla z Anjou objevil muž s oslem vezoucím mrtvolu a nabízel ji k prodeji jako tělo krále Manfréda. Sicilští zajatci svého panovníka v mrtvém těle skutečně poznali. Karel nechal exkomunikovaného Manfréda pohřbít na úpatí mostu u Beneventa pod vojáky navršenou hromadou kamení. Po zprávě o manželově smrti na bitevním poli se Helena pokusila i s dětmi utéct k otci do Epiru. Odjela z muslimské Lucery a vydala se do Trani, kde chtěla najít loď. Po nátlaku papežských agentů ji zradila posádka místního hradu a počátkem března 1266 byla vydána do rukou Karla z Anjou.
Byla separována od svých dětí a uvězněna v Noceře, kde po pěti letech věznění zemřela. Děti krále Manfréda byly s papežským požehnáním odsouzeny k tomu, aby sice žily, ale tak, jako by se nikdy nenarodily.

## Děti
- Belatrix Sicilská (1260 - 1307)

- Federico Sicilský (1261 - 1312)
- Enrizo Sicilský (1262 - 1318)
- Enzo Sicilský (1265 - 1301)
- Flordelis Sicilský (1266 - 1297)